# ヘブライ百科事典

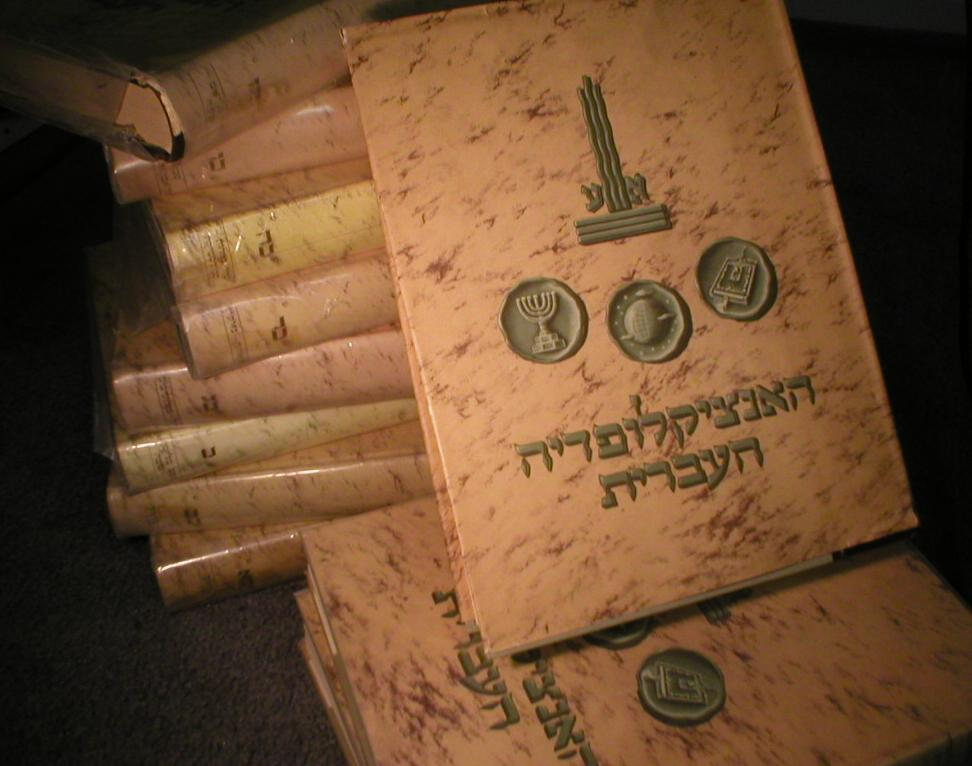
積み上げられた百科事典。各巻の背表紙下部に書かれた文字は、ヘブライ文字で数字を表したいわゆるゲマトリア。

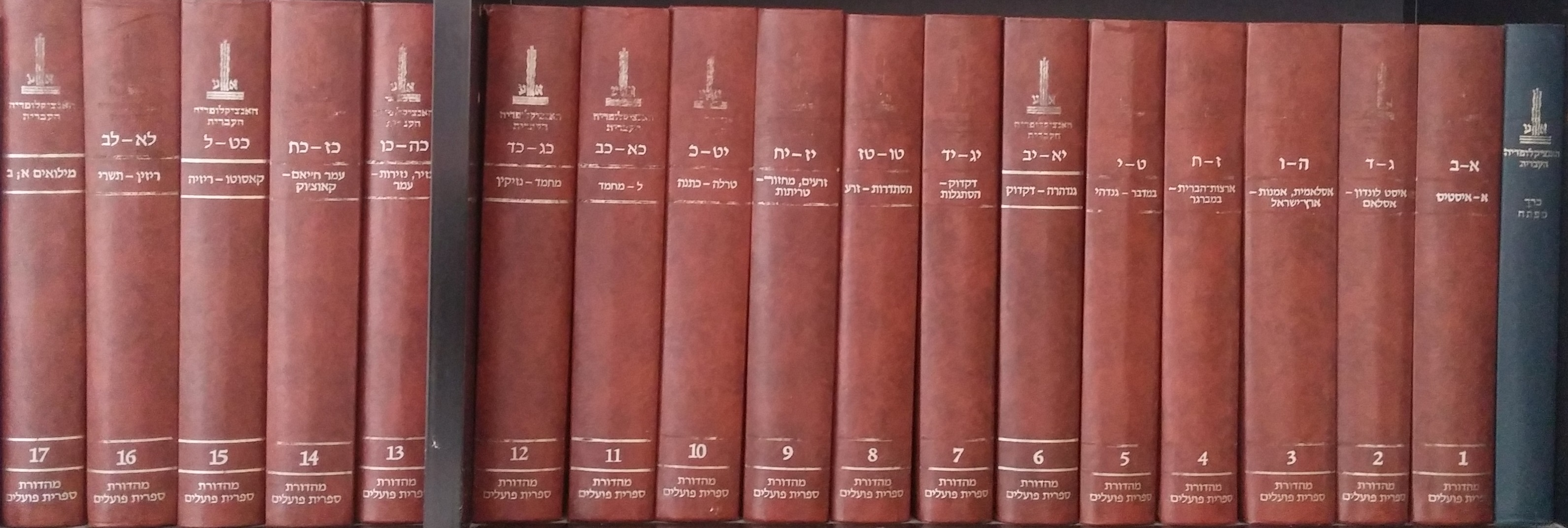
普及版として出されたヘブライ百科事典。

ヘブライ百科事典（Encyclopaedia Hebraica, ヘブライ語: האנציקלופדיה העברית）は20世紀後半に作られたヘブライ語の包括的百科事典。

## 経緯
ヘブライ百科事典の出版に先立ち、ポーランド出身の宗教学者ヨーゼフ・クラウスナーの編集、ウクライナ出身のユダヤ人女性ブラハ・ペリの印刷により、「総合百科事典」（General Encyclopedia）が出版されている。ブラハ・ペリの息子アレキサンダー・ペリは、より大がかりな百科事典をヘブライ語で出版することを計画した。
1944年の夏から準備が始められ、このための専門委員会も作られた。第1巻が印刷されたのは、イスラエルの建国に合わせた1948年であり、イスラエルの初代大統領ハイム・ヴァイツマンが名誉プロジェクトリーダーとされた。第1巻に収録された記事は、アレフ (א、ヘブライ語の第1文字) からオーストラリア (אוסטרליה) までだった。最初に登場する画像はイスラエル独立宣言に関するものだった。収録された最後の記事は、第32巻のティシュリー (תשרי、ユダヤ暦の第7月) である。
出版者は第1巻の巻頭言として「我々は確信している、我々がすぐれた器に盛りこまれた格別な情報を提供し、それが巻が進むにつれてますます顕著になるであろうことを、さらには5、6年の間に全16巻を出版し、全ての目的を完結させるであろうことを」と書いている。もっとも、実際には完結は1980年であり、30年以上を要している。また、巻数も32にまで増えている。さらに第1巻から第16巻までの補遺として追加1巻が、第32巻の出版後に追加第2巻も出版された。さらに1985年になって、索引巻が出版された。さらに1995年に追加第2巻の補遺である追加第3巻が出版された。追加第2巻と第3巻には、建国後に拡張したイスラエルの国土についての記述も含まれている。
出版期間が長引いたことにより、編集者もたびたび交替した。ヨーゼフ・クラウスナー、ベンシオン・ネタニヤフ、イェシャヤフ・レイボヴィッツ、ナータン・ローテンシュトライヒ、イェホシュア・グトマン、ジョシュア・プローアーらである。アレキサンダー・ペリは全巻を通して編集責任を担当した。携わった著作者は2500人以上である。その中にはイスラエルを代表する科学者や、15人のノーベル賞学者も含まれている。
編集の上での揉め事も多々あった。特に、ある項目を記事として立てるか、という点に関してはたびたび議論になった。最初の百科事典の出版者であるブラハ・ペリは、「私を記事として立てなければ自殺する」と脅迫した著者さえいたと後に告白している。学術的な見解の違い、政治的信念、感情的な理由などによる議論もたびたびあった。特にダヴィド・ベン＝グリオンなどは論争の的となった。90年代に新巻を担当したデーヴィッド・シャハムは、ポスト・シオニズムの影響を受けているとして批判されている。
1997年、この百科事典の版権はショッケン出版の所有となっている。

## 特徴
この百科事典には「一般、ユダヤ教、イスラエル人に関する」との副題が付いている。ユダヤと関係が薄い一般事項についても記載されているが、ユダヤ教、ユダヤ人、イスラエルなど、ユダヤやイスラエルに関する解説が詳しい。ユダヤ人に関する伝記は、ボリス・パステルナークのようにたとえその人物がユダヤ教の影響をあまり受けていなかったとしても、ユダヤ人であることが強調されている。最も長い伝記記事はシオニズム運動に熱心だったテオドール・ヘルツルに関するもので、32列にわたって記載されている。これは、非ユダヤ人の中で最も長いヨハン・ヴォルフガング・フォン・ゲーテの説明よりさらに長くなっている。
国や都市の記事についても、一般的な事項と、ユダヤ人に関する項目は別に解説されている。特に、ナチスによるホロコーストについては詳細に解説されている。また、ある国や地域でユダヤ人がどのような職に就き、主にどこに住居し、社会構造がどのようであったのかについても詳しい。
記事で最も多いのは、アレフ (א, alef) で始まる項目であり、6巻半の分量が割り当てられている。この文字で始まるもっとも長い記事は「イスラエルの地」(ארץ ישראל) であり、第6巻が丸々これに使われている。この文字で始まる次に長い記事は「アメリカ合衆国」 (ארצות הברית של אמריקה)であるが、分量は126列に過ぎない。なお、ヘブライ文字でアレフで始まる語が飛び抜けて多いというわけではなく、これは初期編集者のこの百科事典に対する意気込みが反映されたものである。この後には立項数が多すぎるとして制限されたため、第1巻で「○○参照」とされていながら、実際には立てられていない記事も多い。逆に、最も記事が少ないのはツァディー (צ, ts) で始まる項目であり、第28巻の一部として531ページが割り当てられている。
また、ユダヤ人主体の主義・史観も強く反映されており、例えばヨルダン王国を認めないとして独立記事が立てられておらず、「イスラエルの地」の中で解説されており、ヨルダン川の両岸がイスラエルの地であるとされている。もっとも、追加第2巻において「ヨルダン川」の項が立てられており、数十年の間にイスラエル社会での政治的姿勢が変化した様子が読み取れる。